# Cephalotrichella alba
Cephalotrichella alba är en djurart som tillhör fylumet slemmaskar, och som beskrevs av Gibson och Scott D. Sundberg 1992. Cephalotrichella alba ingår i släktet Cephalotrichella och familjen Cephalothricidae. Inga underarter finns listade i Catalogue of Life.